# Himitsu Sentai Goranger
Himitsu Sentai Goranger (秘密戦隊ゴレンジャー, Himitsu Sentai Gorenjā), översätt till engelska Secret Squadron Five Rangers, är en japansk TV-serie om superhjältar, och är den första serien i Super Sentai.

### Fotnoter
1. ↑  ”Himitsu Sentai Goranger” (på engelska). TV Tropes. http://tvtropes.org/pmwiki/pmwiki.php/Series/HimitsuSentaiGoranger. Läst 8 juli 2016.